# Claire Nadeau
Claire Nadeau (nacida el 1 de junio de 1945 en el distrito 14 de París) es una actriz francesa.

## Biografía[2]
Es la hija del editor y escritor Maurice Nadeau, ella creció con aspiraciones intelectuales y literarias lejos de ser actriz. Pronto fue atraída por esta profesión yendo al conservatorio después de hacer el bachillerato. Debutó en el teatro con el papel de Lorenzaccio de joven y más tarde se dedicó también al cine apareciendo en películas como Julieta y Julieta, Las Pequeñas Vacaciones o Los Visitantes 2. También hizo numerosas obras de teatro como El Abuelo Es La Fuerza (1982) de Christian Clavier y Martin Lamotte o Rumores (1991) de Neil Simon, dirigida por Pierre Mondy.
Actualmente está casada con el actor Philippe Bruneau y es hermana del director Gilles Nadeau.

## Filmografía[3]

### Largometrajes
- 1973 : Hola Artista de Yves Robert
- 1975 : Julieta y Julieta de Rémo Forlani
- 1976 : Dual de Jacques Rivette
- 1976 : El Ejercicio del Poder de Philippe Galland: Francine Sophie
- 1978 : El Registro 51 de Michel Deville: La novia 9000
- 1981 : En La Piel De Un Policía de Alain Delon: locutor de televisión
- 1983 : Juguete de Sergio Bergonzelli: la directora
- 1986 : Gran Gruiñol de Jean Marbœuf
- 1986 : Odio A Los Actores de Gérard Krawczyk: miss Wondershake
- 1986 : Pollo y Patatas Fritas de Luis Rego: Mathilde
- 1989 : Él y Sus Deberes Del Lunes de Claude Lelouch: l'épouse trompée à l'aéroport
- 1990 : Los Secretos Profesionales del Doctor Apfelglück de Alessandro Capone, Stéphane Clavier, Hervé Palud, Mathias Ledoux y Thierry Lhermitte: Georgette, la esposa del hotelero
- 1992 : Un Día Con Mi Madre de Dominique Cheminal: Anne-Marie
- 1994 : Nelly y El Señor Arnaud de Claude Sautet: Jacqueline
- 1995 : Mi Esposa Me Dejó de Didier Kaminka: Nadia Martín
- 1997 : Misma Vieja Canción d'Alain Resnais: la invita la colega de la parrilla de Odile (un pequeño corte sobre...)"
- 1997 : Los Visitantes 2 de Jean-Marie Poiré: Cora de Montmirail
- 1998 : Permanecer Agrupados de Jean-Paul Salomé: Nicole
- 1998 : Los Amigos del Jardín de Jean-Louis Bouchaud: Marie-Françoise
- 1999 : À vot'service; sketch: 'Monsieur Noël' de Philippe Vauvillé (teatral inédito)
- 1999 : En Una Hermosa Sonrisa (Fate un bel sorriso) de Anna di Francisca
- 2002 : Siete Años de Matrimonio de Didier Bourdon: Viviane
- 2005 : La Vida Privada de Zina Modiano y Mehdi Ben Attia: Mellifon
- 2005 : Las Pequeñas Vacaciones de Olivier Peyon: Nicolas
- 2006 : Señora Irma de Didier Bourdon y Yves Fajnberg: Nicolás
- 2007 : Por Fin Viuda de Isabelle Mergault: Viviane
- 2011 : Les Tuche de Olivier Baroux: Mamie Suze

### Cortometrajes
- 1992: Cuando El Hijo Perfecto Eva Darlan
- 1999: El Primer Paso de Florencia Vignon
- 2002: Caza del Saber de Elsa Barrere y Marc Fitoussi
- 2003: Ticket de Choque de Marie-Pierre Huster